# Georg Burmester

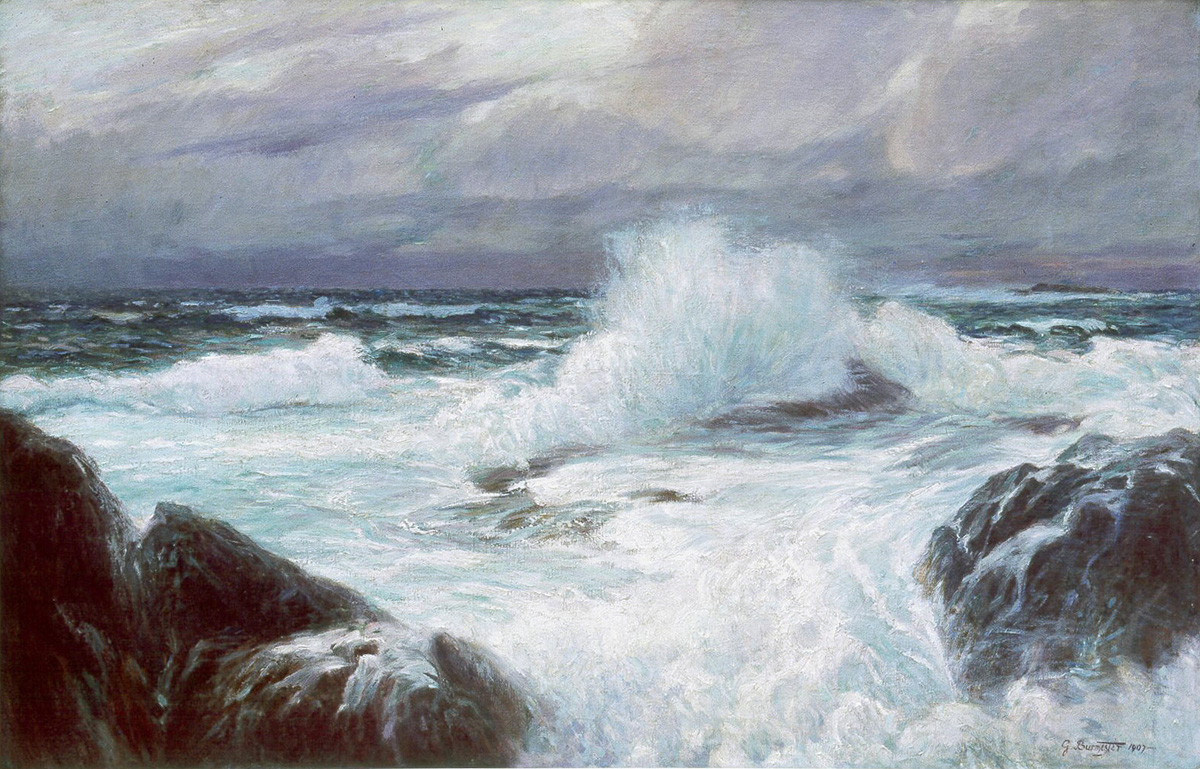
Georg Burmester: Brandung an der norwegischen Küste, 1907, Künstlermuseum Heikendorf

Georg Burmester (* 4. Dezember 1864 in Barmen (heute Stadtteil von Wuppertal); † 30. Juni 1936 in Möltenort bei Kiel) war ein deutscher Maler.

## Leben
Georg Burmester war der Sohn des Realschuldirektors Adolf Burmester und Charlotte Henriette Marie, geborene Ritter. Von 1881 bis 1883 studierte er an der Kunstakademie Düsseldorf bei Heinrich Lauenstein (1835–1910) und Hugo Crola, von 1883 bis 1889 an der Kunsthochschule Karlsruhe bei Gustav Schönleber. 1886 machte er eine Studienreise nach Italien und leistete 1887/88 seinen Militärdienst ab. Er lebte ab 1889 in Kiel, wo er sich mit Ernst Eitner traf. Mit diesem arbeitete er 1889 in Gothmund und wurde dort von ihm gezeichnet. Ab 1895 war er in Möltenort ansässig. In dieser Zeit machte er eine Studienreise nach Norwegen und Kopenhagen. 1907/08 erhielt er ein Stipendium der Villa Romana in Florenz. In der Zeit von 1912 bis 1930 war er Lehrer an der Kunstakademie Kassel, im Rahmen dieser Tätigkeit wurde ihm 1917 der Professorentitel verliehen. Sein bekanntester Schüler in dieser Zeit war Sepp Vees. Nach 1930 lebte Burmester wieder in Möltenort, einem Ortsteil von Heikendorf bei Kiel, und war zeitweise auch in der Künstlerkolonie Heikendorf tätig.
Burmester war 1894 Gründungsmitglied der Schleswig-Holsteinischen Kunstgenossenschaft und später deren Vorsitzender.